# جيل نجومو
جيل نجومو (بالفرنسية: Gilles Ngomo)‏ (23 أغسطس 1987 بياوندي في الكاميرون - ) هو لاعب كرة قدم كاميروني في مركز الوسط . شارك مع منتخب الكاميرون لكرة القدم. أما مع النوادي، فقد لعب مع جمعية الخروب وشباب بلوزداد وشباب قسنطينة ونادي كانون ياوندي ونادي أبها .

## وصلات خارجية
- جيل نجومو على موقع قاعدة بيانات كرة القدم.إي يو (الإنجليزية)
- جيل نجومو على موقع ناشيونال فوتبول تيمز (الإنجليزية)